# Europa ojczyzn

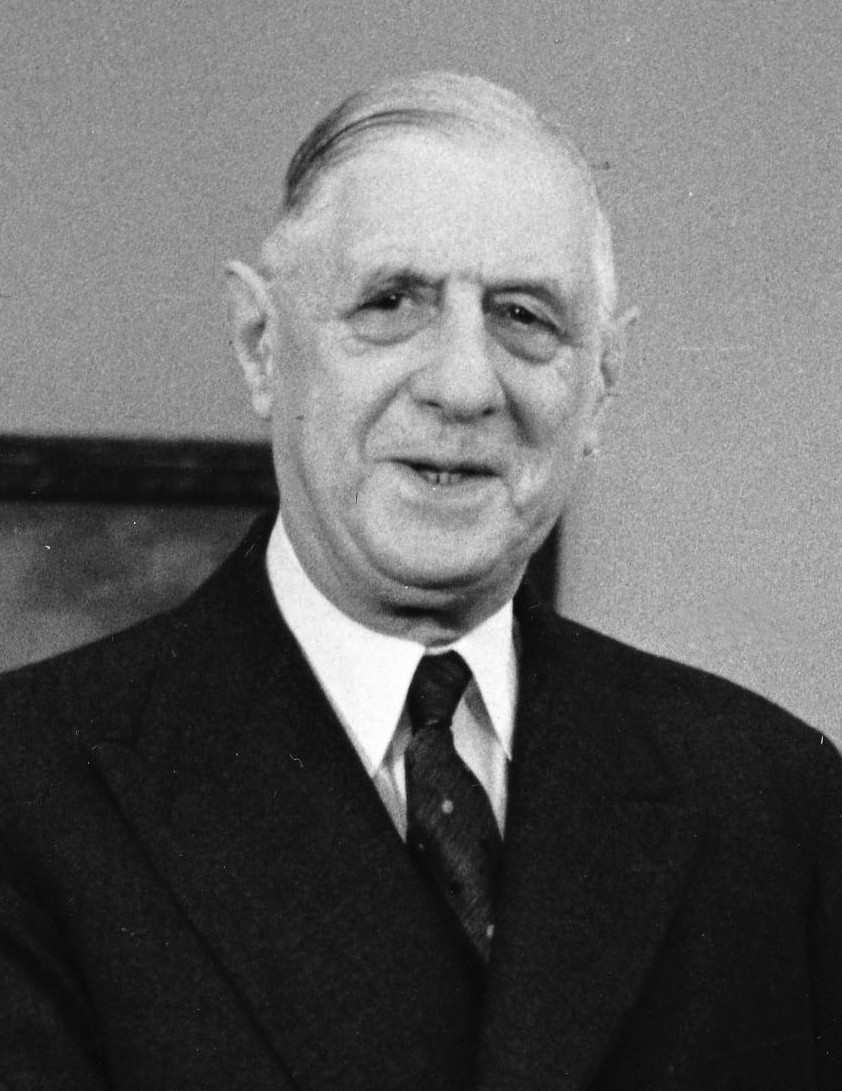
Charles de Gaulle

Europa ojczyzn, Europa narodów – jedna z wizji Unii Europejskiej, zakładająca związki gospodarcze przy zachowaniu odrębności politycznej zjednoczonych krajów. Wyróżniającą cechą tej koncepcji był nacisk na poszanowanie suwerenności państw i rozwój współpracy międzyrządowej, a nie ponadnarodowej.
Koncepcja ta rozwinięta i propagowana przez gen. Charles’a de Gaulle’a stoi niejako w opozycji do koncepcji federalistycznych zjednoczenia Europy. De Gaulle był przeciwnikiem federacji europejskiej, a także ściślejszej integracji politycznej państw ówczesnych Wspólnot Europejskich.
Współcześnie wizja ta popierana jest przez takich eurosceptyków jak Václav Klaus, Philippe de Villiers czy Nigel Farage, którzy się sprzeciwiają pogłębianiu integracji politycznej Unii Europejskiej. W Polsce koncepcję Unii Europejskiej jako Europy ojczyzn popierają partie polityczne: Prawo i Sprawiedliwość i Prawica Rzeczypospolitej oraz założyciel i lider ruchu Kukiz'15 Paweł Kukiz, a w latach 1997–2001 przed wejściem Polski do Unii Europejskiej za stworzeniem Europy ojczyzn opowiadało się koalicyjne ugrupowanie Akcja Wyborcza Solidarność.